# Société japonaise de l'énergie atomique
La société japonaise de l'énergie atomique (日本原子力学会, Nihon Genshi-Ryoku Gakkai) (en anglais, 'Atomic Energy Society of Japan', AESJ) est une organisation fondée en 1959, et dont l'objectif est de promouvoir un usage pacifique du nucléaire civil sur l'archipel. Elle compte un peu plus de 7000 membres.

## Chronologie
- 1956 : Ouverture de la commission spéciale sur l'énergie nucléaire du Conseil scientifique du Japon
- 1956-1958 : Tenue de plusieurs colloques, menant progressivement à un appel unanime à la fondation d'une organisation propre.
- février 1959 : Fondation effective de l'AESJ
- 1964 : Publication d'une revue en langue anglaise, "JNST"
- mars 1991 : Affiliation au Pacific Nuclear Council et à l'International Nuclear Societies Council
- 2001 : Adoption d'un code de déontologie à l'Assemblée générale
- Avril 2011 : Acquisition du statut juridique de corporation généraliste (一般社団法人).

## Publications
- "ATOMOΣ" (magazine de la société)
- Journal of Nuclear Science and Technology（JNST）